# 百度竞价排名事件
百度竞价排名事件是指从百度公司搜索引擎创建开始至今，企业付费给百度公司，百度公司不论企业信息真实与否，给其产品、商品的广告排列在搜索结果最前面的一系列事件。根据百度2015年年报，百度定义其竞价排名结果属于信息检索服务，不属于广告，因此不适用《广告法》。但根据2016年7月4日颁布，9月1日起施行的《互联网广告管理暂行办法》规定，“推销商品或者服务的付费搜索广告”属于互联网广告。
該醜聞最早為人所熟知是在2008年11月15日和11月16日，中国中央电视台午间新闻栏目《新闻30分》连续两天播出曝光百度竞价排名黑幕。2011年8月，中国中央电视台经济频道《经济与法》再次对百度竞价排名黑幕进行曝光。2016年的血友病贴吧被卖事件及一起因轻信竞价排名推荐的莆田系医院导致患滑膜肉瘤病者死亡的事件令百度的竞价排名丑闻再次成为社会焦点。2018年，新华社再次曝光百度竞价排名问题，这是2016年魏则西事件发生，百度承诺对非法医疗广告下线两年后，再次有非法医疗广告上线。

## 事件背景
中国大陆地区互联网发展起步晚且缓慢，在2002年，美国、欧盟各国以及日本、韩国等国就对互联网搜索引擎商业化进行了法律规范，但是中国大陆地区时至今日，中华人民共和国政府仍然没有对国内互联网搜索引擎商业化行为进行正常的行业规范和监管。而且相對其他國家監察與處罰並不嚴苛，導致百度對內容管制不彰的現象持續，2016年起在血友病吧事件、魏則西事件後又再度發生巨大爭議。

## 2008年竞价除名丑闻
网民披露的北京涛澜通略国际广告有限公司三鹿服务小组《三鹿集团公关解决方案建议》中被曝光三鹿集团曾打算用300万广告投放换取删除该公司奶粉污染事件的负面新闻的丑闻。建议书如下：
|  | 安抚消费者，1至2年内不让他开口；与百度签定300万广告投放协议以享受负面新闻删除，拿到新闻话语权；以攻为守，搜集行业竞争产品‘肾结石’负面新闻的消费者资料，以备不时之需。百度的300万框架合作问题，目前奶粉事业部已经投放120万元，集团只需再协调180万元就可以与百度签署框架，享受新闻公关保护政策。 |

这封建议书在三鹿毒奶粉事件曝光后的9月12日，广泛流传于网上。同日，《21世纪经济报道》报导，该报曾对批评中国一家奶制品企业的一篇博客文章进行搜索，百度仅显示出了11条搜索结果，而谷歌的中文网站www.google.cn显示出了11,400条。事發後的9月13日，百度公司針對此種說法声明，表示从未接受这种要求：
|  | 9月9日晚，三鹿的代理公关公司致电百度大客户部希望能协助屏蔽最近三鹿的负面新闻，由于该提议违反公司规定以及百度一贯坚持的信息公正、透明原则，大客户部在第一时间严词拒绝了该提议。9月12日，该公关公司再次致电希望能屏蔽三鹿的负面新闻，再次被大客户部予以否决。 |

《南方都市报》于9月23日报导称：包括百度在内的多家国内主流网站也因对此次奶粉事件所牵涉一些企业的关键词不同寻常的处理，遭到很多网友的强烈质疑。
2008年11月8日，首次有文件证实，百度内部确实存在“公关保护”和“负面信息删除”服务。文件显示，提高品牌信誉度正面舆论引导”，以及危机公关中“在网页搜索中屏蔽链接（活链）”都被百度作为“增值服务”向客户推荐。该消息传出后引发业界一片哗然。

## 2008年淘宝全面屏蔽百度搜索

### 淘宝质疑
2008年9月8日，淘宝网以“为杜绝不良商家欺诈”为由，宣布全面屏蔽百度搜索的链接，对其公正性提出抗议。淘宝称，2007年淘宝网投放的百度竞价排名点击转化率不足1个百分点，而淘宝商家自行投放的百度竞价导流，需要上万次点击，花费近3000元人民币才能通过百度构成一次交易。

## 2008年新华社专文与央视首次曝光

### 新华社专文
2008年11月12日，新华社发表《假药网络肆虐 竞价排名是祸根》专文，指出假医药在百度竞价排名中只是冰山一角，同时指出百度关键词“老虎机”是中华人民共和国明令禁止出售的商品，但是百度却完全无视法律的存在，依然推广显示“老虎机”的大量广告。

2008年11月11日在百度搜索关键词“癌症”时的页面，第1页首4条含有“推广”二字结果和右侧一栏的全都是付费广告。而排名第一的“我国癌症首席专家白希和谈癌症的治疗”链接（中国抗癌网），被央视证实为虚假欺诈网站。

### 央视曝光
2008年11月15日，中国中央电视台午间新闻栏目《新闻30分》播出百度搜索引擎竞价排名黑幕，央视视频中举了两例：
1. 李先生在百度搜索一家“总参管理保障部医院”治病，花费一万多元却没治疗好一个一百元就可以治好的小病；[8][18]
2. 百度“肿瘤”检索排名第一位的是“中国抗癌网”，网站中白希和挂有中国中医科学院和中华医学会等多个组织的头衔，但是中国中医科学院和中华医学会却否认它们的组织中有此人。[8][17][18]

央视曝光了百度搜索引擎帮助发送“垃圾信息”，涉及“恶意屏蔽”和“勒索营销”，提醒公民注意保持清醒和冷静，防止被误导。

### 政府网站遭质疑
2008年11月3日，由河北省政府办公厅主办的“中国河北”网也被爆出参加了百度的竞价排名，在百度搜索关键词“政府网站”，出来的结果是“中国河北”网排名第一，引来各方质疑。

### 法律诉讼
2008年11月，全民医药网向中华人民共和国国家工商总局申请对百度进行反垄断调查，并且要求对百度处以1.7444亿元的垄断和假排行罚款。
2008年11月8日，王丰昌领导来自法律界和互联网界的14名人士自发成立“互联网反垄断联盟”，对百度的“违反广告法、存在点击欺诈、涉嫌勒索营销、销售违禁品“等方面进行集体诉讼。

### 百度回应
随后百度召开全国各区紧急会议，应对此次事件，并下撤了小部分遭央视曝光的“治疗性病”、“癌症”等关键词的竞价排名业务。但稍后又被网民发现相关报道新闻标题在百度新闻搜索中变成了《谷歌公正性遭质疑 央视曝光竞价排名》。
2008年11月18日晚，百度CEO李彦宏在事件曝光后首度进行“内部道歉”，他在向所有“同事及合作伙伴”发出的公开信中，称央视对竞价排名的连续曝光对百度品牌形象造成了伤害，他为此感到“痛心疾首”，并将承担全部责任。但对媒体所报道的不给钱就封站的事予以否认，称百度从来没有干过，今后也不会。对于李彦宏的这封“公开信”，有媒体指责他的道歉毫无诚意，并且是在推卸责任。第二天，李彦宏在就央视有关百度搜索竞价排名的报道召开的分析师电话会议上表示：“提供广告主资质并非中国法律要求，另外搜索引擎或许不应该为网络信息真实性承担责任”。他还表示，竞价排名结果如果和用户搜索结果相关性最高时则可能不会伤害用户体验。同日，《新京报》记者发现，在百度上搜索关键词“老虎机”时，前7条检索结果均为竞价排名所生成的内容而非自然搜索结果，显示除被曝光关键词外的其他关键词仍然在竞价排名中。几天后，百度前南方某代理商负责人揭发，如果有网站能够在自然排名中靠前，那么该网站的管理人就很快能接到百度的电话并要求网站做竞价排名，如果不做，就会遭到封杀。称百度100%做过不交钱就封站的事情。网易报道，早在央视曝光前，百度屏蔽不友善或不付钱的网站已经成为业界共识的一条潜规则。
据百度在线网络技术北京有限公司客户发展C5部销售代表韩亮的说法，在百度搜索结果排名上，“花的钱越多效果肯定越明显。”同时，还曝出多宗因网站管理者拒绝交钱参加竞价排名而被百度屏蔽网址的丑闻，有网民甚至称百度的竞价排名是“网络公害”。

## 2009年北京史三八整形医院起诉百度
2009年7月，百度再度因为竞价排名被北京史三八整形医院告上法庭，理由是从百度搜“北京史三八整形医院”，出现的是伊美尔医院的链接。同年12月28日，朝阳法院判决伊美尔的行为违反了诚信原则，构成不正当竞争，百度则没有尽到注意义务，两家共同赔偿史三八医院13万余元。

## 2010年南方都市报专文与央视再次曝光

### 南方都市报专文
2010年5月，《南方都市报》专文指出，百度的竞价排名和对未参与竞价排名的企业实施封锁策略，违反了最基本的媒体伦理和道德，这种人为的选择搜索结果，并删除对竞价企业的有害信息，完全扭曲了信息世界的真实影像，向网民灌输的是百度设定的信息，切断了网民获取真实信息的可能性，是一种洗脑式的经营手法。

### 央视曝光
2010年7月11日，央视《每周质量报告》再次曝光百度帮助卖假药的事件，百度帮助卖假药后获得竞价利润75%。
2010年7月20日，《中国山东网》称百度虽然屡次被央视曝光竞价假排行，但是它依然推广假药。同时百度知道的排名也收取费用。

## 2011年央视三次曝光
2011年8月，央视的报道中，百度提供的推广链接再次爆出有假冒，屏蔽等问题。

## 2012年田军伟起诉百度
2012年初，田军伟因为在百度推广的链接中购买到了有问题的产品，向百度维权未果，向海淀工商投诉百度。2012年3月1日，海淀工商做出不予立案的决定，田军伟不服遂向北京市工商提出复议。2012年5月15日，北京市工商驳回田军伟复议请求，认为百度推广并非广告，不受广告法约束，不存在经营违法广告的前提条件。田军伟继续向法院提起诉讼。2013年9月18日，北京第一中级法院在民事诉讼中认定百度推广为广告。2014年6月13日，海淀工商重新对举报做出处理，由之前对举报不予立案变更为予以立案。但直到2015年12月10日，但仍未作出处理决定。

## 2016年魏则西事件与国家网信办调查

### 事件经过
2016年2月，21岁的大学生魏则西在社交问答网站知乎上回答了“你认为人性最大的恶是什么？”提到自己身患滑膜肉瘤，父母在百度上搜索时被推广结果吸引，带他去了某武警医院的生物免疫治疗。被医生欺骗，在无效的治疗中浪费了二十多万和几个月的时间。这条回答在知乎上引起了强烈反响，有超过7万个赞和1万多条评论。
2016年4月12日，魏则西去世。2016年5月1日早上微信公众号“有槽”发布了一篇题为《一个死在百度和部队医院之手的年轻人》，梳理了主管医院，百度竞价，监管部门在魏则西生前被骗钱的过程中的责任。文章随后在微信朋友圈被不断转发，并引起其他微信公众号和媒体跟进。

### 事件结果
2016年4月25日，新华社全文刊登了习近平于4月19日上午在北京主持召开网络安全和信息化工作座谈会的讲话。讲话中提到：“办网站的不能一味追求点击率，开网店的要防范假冒伪劣，做社交平台的不能成为谣言扩散器，做搜索的不能仅以给钱的多少作为排位的标准。”
2016年4月26日上午10点半，8名公益机构的代表来到国家工商总局申请政府信息公开，申请公开内容为“百度推广是否属于广告”
2016年5月2日，国家网信办会同国家工商总局、国家卫生计生委和北京市有关部门成立联合调查组进驻百度公司。5月9日新华社公布调查组结论：“百度搜索相关关键词竞价排名结果客观上对魏则西选择就医产生了影响，百度竞价排名机制存在付费竞价权重过高、商业推广标识不清等问题，影响了搜索结果的公正性和客观性，容易误导网民，必须立即整改。”调查组对百度公司提出了以下整改要求：一、立即全面清理整顿医疗类等事关人民群众生命健康安全的商业推广服务。 二、改变竞价排名机制，不能仅以给钱多少作为排位标准。三、建立完善先行赔付等网民权益保障机制。百度搜索公司总裁向海龙表示：“百度坚决拥护调查组的整改要求，深刻反思自身问题。百度将在5月31日之前，落实以上整改要求。“

## 2018年新华社再次曝光
2018年5月9日，据新华社报道，有记者使用百度等搜索南京皮研所，搜索结果链接却是其他民营医院；搜索同一个疾病关键字，PC端和移动端结果不同；另外，搜索结果中还存在，将广告包装成软文，通过所谓“就诊经历”进行导流的现象。据记者调查发现，搜索引擎有的公然将正规医院名称售卖给他人，为“高仿”冒牌医院“揽客”；有的表面在PC端下架了医疗广告，转眼却在移动端中将广告置顶，以精准算法推送。另外，在百度中，医院还可以花钱购买疾病名称作为关键词。此前搜索“胃疼”、“小儿咳嗽”、“肩膀疼痛”等都出现了多条民营医院、生物科技公司的广告。这是2016年魏则西事件发生，百度承诺对非法医疗广告下线两年后，再次有非法医疗广告上线。据百度一位大客户代理商表示，负责中小业务的百度推广基本分包给各区域分公司，南京和北京的关键字广告由不同代理商负责。搜索北京的医院没有广告，是因为一线城市百度管理更严。该代理商还介绍，魏则西事件后，百度对广告监察都格外谨慎，处罚非常严厉，乱象很多是部分代理商和广告主的隐秘操作导致的。而关于搜索引擎在PC端和移动端推送广告的情况不同，该代理商称可能并不是平台双标准，而是因为用户习惯的改变，广告主都愿意只买移动端的竞价广告。此外，百度搜索到的医院还存在“手术中途加价”等不规范问题。事发后的5月22日，百度高级副总裁、百度搜索公司总裁向海龙答复称，百度拥有严格的医疗广告资质审查制度，并配备“机器+人工+人工”三关审核机制。而百度对移动端展现广告条数限制比PC端更严格。向海龙还表示，百度不允许医院以“三甲医院”的名义及名称投放广告，搜索癌症、艾滋病等重大疾病类关键词，也不会出现医疗服务广告。此外，百度还针对3万余个医疗行业搜索词添加了搜索风险提示语。同时，百度已对1000家三甲医院进行广告屏蔽保护，计划于2018年7月底完成对16000家公立医院、权威医疗研究机构进行首位展现官网保护。

## 与谷歌排名机制的不同
反百度联盟发起人郭振东在与百度上海公司员工的联络中获悉，只要交6000元就能将被封的网站解禁，并承诺在一年内不再屏蔽。然而，Google是以全自动的搜索方法排除了人为因素对搜索结果的影响，不接受付费的竞价排名，亦不出售搜索结果中的排序位置，而是依照点击人气、质量等因素进行综合排列。投放在Google的广告（含谷歌中国），只会出现在搜索页面的右边或者顶部的独立区域，并且用竖线、底色与其它的自然搜索结果明显地区别开来和加上“赞助商链接”（“Sponsored Links”）的标识。另外，这些“广告”也不是纯粹根据广告主出价来排序，还会考虑到该广告对用户搜索词的相关度，不是出价最高就一定是排在第一。

## 评价
对于百度的竞价排名和封杀网站行为，中国互联网协会和谷歌表示，搜索结果不应该被人为干预，应以公正和客观作为整个行业的标准。百度表示也认同“公正客观的行业标准”，但不同意完全不干预搜索结果。百度指公司每天处理的作弊及垃圾网站数量大约在3万，“维护公正性的关键应该是清扫垃圾信息”。但有曾参与百度竞价的旧客户指出，百度自己定义“垃圾信息”、自己定义“作弊”，然后自行封杀网站，“这完全是滥用霸权和垄断”。

### 个人评价
- 中国互联网协会副理事长高卢麟：“我们互联网协会提倡各个企业要自律，就是你要自己约束自己。”[17]

- 李开复：“搜索结果的最终排序应当是对互联网大社区的总体贡献的运算结果，而不是人为干预和改变，损害互联网大社区的公共利益。”[8]

- 互联网分析师洪波：“百度目前做的改动只是皮毛，只要竞价排名仍然是百度的核心商业模式，它就永远摆脱不了层出不穷的质疑和曝光。”[16]

- 正望咨询首席分析师吕伯望：“百度冠以‘推广’字样的竞价排名，其本质是搜索引擎关键词广告，属于网络广告的一种形式，应尽快纳入《广告法》的统一监管。”[16]

### 专文评价
- 《新京报》专文“竞价排名：网民的砒霜 百度的蜜糖”，指出百度为了利益，变相毒害广大人民。[51]

- 《京华时报》专文“难道有钱一切皆可‘摆渡’”，指出百度竞价排名堂而皇之突破法律和道德的底线，性质恶劣、危害甚深。[52]

- 千龙网专文“竞价排名助假是注意力经济走入歧途”，指出百度竞价排名使得市场竞争误入了歧途和不良竞争。[52]

- 荆楚网专文“百度竞价排名不要让金钱泯灭了社会责任”，文中说：“药品问题是与患者性命攸关的大事，百度却为了一己之利，置广大患者性命于不顾，其行为实在是令人发指、令人痛心。”[52]